# Bosville
Bosville ist eine französische Gemeinde mit 585 Einwohnern (Stand 1. Januar 2022) im Département Seine-Maritime in der Region Normandie. Sie gehört zum Arrondissement Dieppe und zum Kanton Saint-Valery-en-Caux. Die Einwohner werden Bosvillais genannt.

## Bevölkerungsentwicklung
| Jahr      | 1962 | 1968 | 1975 | 1982 | 1990 | 1999 | 2007 | 2014 |
| Einwohner | 584  | 571  | 470  | 457  | 437  | 512  | 535  | 573  |

## Sehenswürdigkeiten
- Kirche Saint-Samson